# Polonnaruwa
Poḷonnaruwa (singalsko පොළොන්නරුව, Pohonnaruwa ali Puḷattipura, tamilsko பொலன்னறுவை, Polaṉṉaṟuvai ali Puḷatti nakaram) je glavno mesto okrožja Polonnaruwa v Severni osrednji pokrajini na Šrilanki. Območje Kaduruwela je  Polonnaruwa Novo mesto, drugi del Polonnaruwe ostaja kot kraljevsko starodavno mesto kraljestva Polonnaruwa.
Drugo najstarejše šrilanško kraljestvo kralja Vijayabahuja I., ki je leta 1070 porazil Čole in ponovno združil državo pod lokalnim voditeljem, je Polonnaruwo prvič razglasilo za glavno mesto.
Staro mesto Polonnaruwa (angleško Ancient City of Polonnaruwa) je bilo leta 1982 razglašeno za območje Unescove svetovne dediščine. 
Trenutno se nova Polonnaruwa hitro razvija v skladu s projektom imenovanem »Prebujanje Polonnaruwe« pod pokroviteljstvom predsednika Maithripala Sirisena. Predvideva se razvoj vseh sektorjev vključno s cestami, električno energijo, kmetijstvom, izobraževanjem, zdravjem in okoljem. 

## Zgodovina
Medtem ko je zmaga Vijayabahuja I. in premik kraljestva v bolj strateško Polonnaruwo pomembna, je pravi "Heroj Polonnaruwe" v zgodovinskih knjigah dejansko Parakramabahu I. Njegova vladavina velja za zlato dobo Polonnaruwe. Trgovanje in kmetijstvo sta cvetela pod pokroviteljstvom kralja, ki je bil tako vztrajen, da nobena kapljica vode, ki je padla z neba, ne bi bila zapravljena in da bi se vsaka uporabila za razvoj zemlje. Zato so se v tem času gradili namakalni sistemi, ki do danes zagotavljajo vodo, potrebno za gojenje riža v času suhega obdobja na vzhodu države. Največji sistem je Parakrama Samudra ali morska Parakrama. Kraljestvo Polonnaruwa je bilo v času kralja Parakramabahuja I. popolnoma samozadostno.
Razen njegovega neposrednega naslednika Nissankamalla I., so bili vsi ostali monarhi Polonnaruwe nekoliko šibki in so bili nagnjeni k izbiri bojev na svojem dvoru. Prav tako so se lotili oblikovanja bolj intimnih zakonskih zvez z močnejšim južnoindijskim kraljestvom, dokler te zakonske zveze niso nadomestile krajevne kraljeve linije. To je spodbudilo vdor dinastije Aryacakravarti kralja Kalinga Magha leta 1214, ki je ustanovil kraljestvo Džafna (1215-1624). Lokalna moč je prešla v roke kralja Pandjanske dinastije po invaziji kraljestva Džafna leta 1284, ki je svojo prestolnico preselila v Dambadeniyo. Polonnaruwa se je v tem kratkem obdobju pod Pandjo imenovala tudi Jananathamangalam.

## Mesto danes
Danes starodavno mesto Polonnaruwa ostaja eno izmed najboljših načrtovanih arheoloških mest v državi, ki priča o disciplini in veličini prvih vladarjev. Njegova lepota je bila uporabljena tudi kot prizorišče prizorov za snemanje glasbenega videa skupine Duran Duran '0'Save the Prayer, 1982. Staro mesto Polonnaruwa je Unesco vpisal na sezam svetovne dediščine leta 1982..
V bližini starodavnega mesta je majhno mestece z več hoteli (zlasti za turiste) in nekaj sijajnih trgovin ter prostori, ki izpolnjujejo vsakodnevne potrebe. V novo zgrajenem območju, imenovanem "Novo mesto", približno 6 km oddaljenem od starega mesta in glavne ceste, so vladne institucije. Največja šola v okrožju, Polonnaruwa Royal Central College se nahaja v Novem mestu.
Polonnaruwa je drugo največje mesto v Severni osrednji pokrajini, vendar je znano kot eno najčistejših in najlepših mest v državi. Zeleno okolje, neverjetne starodavne zgradbe, Parakrama Samudra (ogromno jezero, zgrajeno leta 1200), privlačni turistični hoteli in gostoljubni ljudje privabljajo turiste.
Še ena turistična zanimivost so opice makak (Toque macaque, latinsko Macaca sinica). Opice živijo v ruševinah od človeške naselitve in še naprej, tudi ko je bilo mesto zapuščeno.

## Zemljevidi
- Detailed map of Polonnaruwa and Sri Lanka